# Parque natural de la Sierra Calderona
El Parque natural de la Sierra Calderona (en valenciano Parc natural de la Serra Calderona) es un espacio natural protegido español situado entre las provincias de Castellón y Valencia, en la Comunidad Valenciana.

## Datos básicos e información
Este paraje de 18 019 hectáreas fue declarado parque natural por el gobierno valenciano el 15 de enero de 2002.
El parque natural forma parte de una sierra en las estribaciones del sistema Ibérico de una extensión aproximada de 60 000  hectáreas que separa las cuencas de los ríos Palancia al norte y Turia al sur.
Por su cercanía a la ciudad de Valencia, unos 20 km, es considerada como el principal pulmón verde de esta.
Ocupa los términos municipales de las siguientes poblaciones: Albalat de Taronchers, Alcublas, Algimia de Alfara, Estivella, Gátova, Gilet, Liria, Marines, Náquera, Olocau, El Puig, Puzol, Sagunto, Serra, Torres Torres, Segart, la Villa de Altura y Segorbe.
A la vez es un paisaje rocoso.

## Orografía

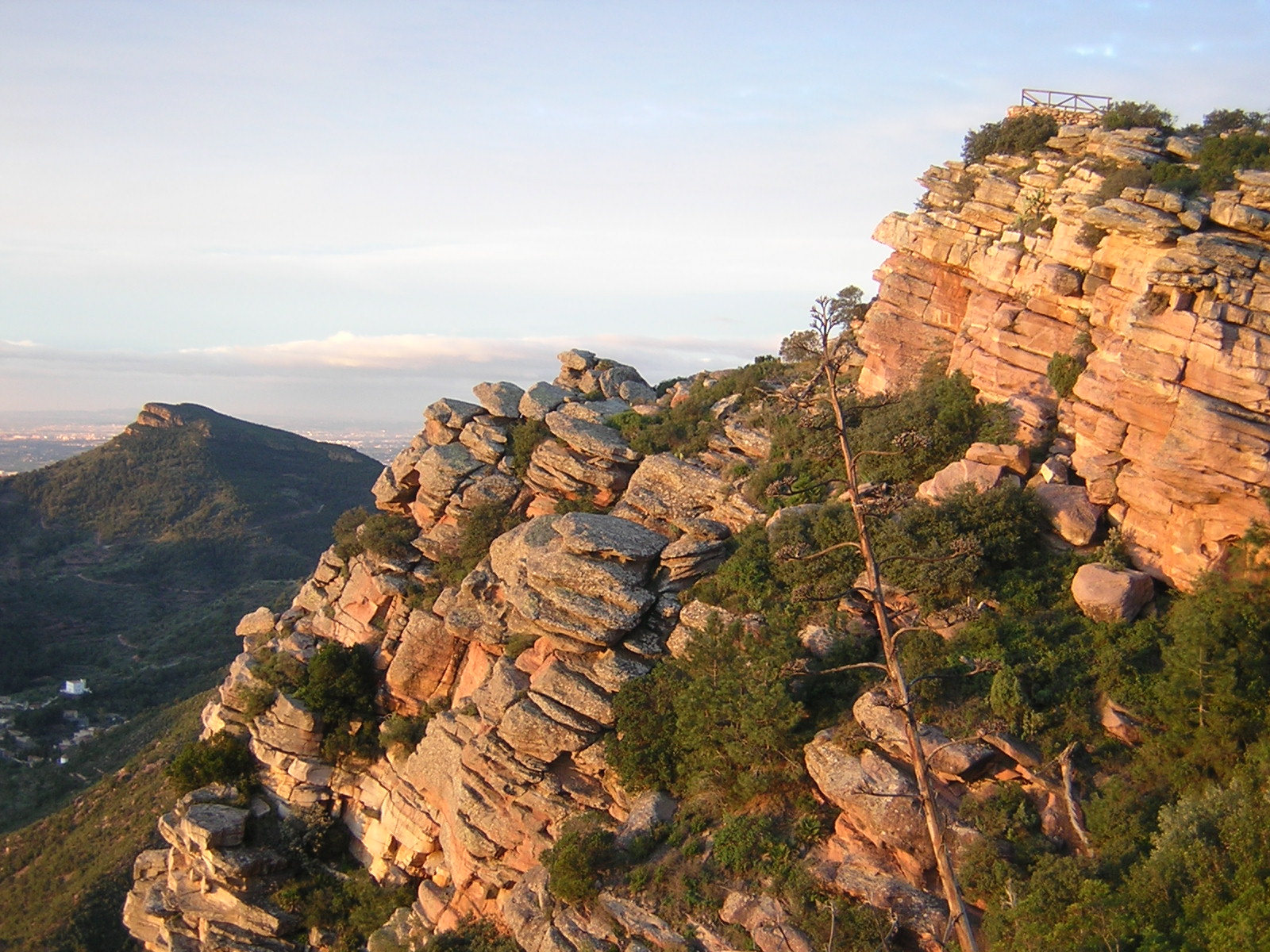
Vista desde el mirador del Garbí.

Esta sierra ocupa una vasta superficie que se desarrolla principalmente por debajo de los 1000 metros de altitud, con excepción del Montemayor, en el extremo noroccidental, donde se alcanza una cota de 1015 metros sobre el nivel del mar. Otras alturas importantes son el Gorgo (907 metros), Pico  del Águila (878 metros) Rebalsadors (802 metros), Oronet (742 metros) y el Garbí del municipio de Alfara de la Baronía(600 metros).
Como rasgos más sobresalientes de la orografía de la zona, cabe destacar por una parte el núcleo triásico oriental, donde se puede encontrar la presencia de muelas calizas como Mola de Segart, Xocainet o la Redona y, sobre todo, una parte del territorio con predominio silíceo en que aparecen espectaculares crestas de areniscas rojas (Gorgo, Garbí, Picaio) que envuelven núcleos carbonatados como Rebalsadors, Alt del Pí, Oronet y Peñas blancas.

## Clima
Este parque natural se caracteriza por el típico clima mediterráneo, con una oscilación moderada de las temperaturas, con una media anual de 17 grados, y una fuerte irregularidad en las precipitaciones con valores que oscilan entre los 350 mm y los 600 mm, con máximos otoñales que frecuentemente tienen características torrenciales y una acusada sequía estival. La Sierra Calderona es una zona donde se producen numerosas tormentas eléctricas y es considerada el área con mayor número de descargas eléctricas por metro cuadrado de España. No es infrecuente que se activen incendios forestales debido a la caída de rayos. En este sentido el riesgo es potencialmente bastante peligroso, ya que entre un 25 y un 40% de incendios, a diferencia del resto del país donde el porcentaje se sitúa sobre el 5%, son debidos a tormentas, de tipo seco en numerosas ocasiones. Se registran nevadas puntuales los días más fríos del invierno (2-4 días al año).

## Ríos
La red hidrográfica corresponde a tres cuencas principales: el río Palancia al norte y el barranco de Carraixet y el río Turia al sur.

## Flora
Las zonas boscosas se hallan dominadas por el pinar, sobre todo el pino carrasco y acompañado de un matorral de jaguarzo, romero, aliaga, madroño y odeno en suelos descarbonatados junto con especies de matorral silicícola. Los bosques de carrasca y alcornoque también alcanzan cierto desarrollo, aunque su presencia es muy fragmentaria y escasa, en cuyo estrato inferior se puede encontrar a la madreselva, zarzaparrilla, aladierno y palmito, entre otras especies.
Debido a los numerosos incendios declarados en el conjunto de la sierra existen diversas zonas con vegetación degradada, en las cuales abunda el romero, el brezo y la aliaga, y los pastizales vivales, siendo el espartal, lastonar termófilo y el lastonar continental los de mayor cobertura.

## Fauna
La sierra presenta una fauna muy diversa, encontrándose especies de gran interés, sobre todo en cuanto a las rapaces se refiere. La ornitofauna es extraordinariamente diversa, destacando especies tales como el azor y el águila culebrera o el trepador azul en zonas arboladas; los roqueros, el búho real, los mochuelos, el halcón peregrino y el águila perdicera, en zonas rocosas. Pequeños reptiles como las "culebrillas".
Por otra parte, cabe destacar entre los mamíferos el gato montés, la gineta, la ardilla roja o el tejón.
También es importante la población de especies cinegéticas con la perdiz, la liebre y el jabalí.
También últimamente se han visto ejemplares de corzo dentro del territorio del parque, lo cual da a entender que esta especie se está asentando dentro del mismo.

## Parajes de interés

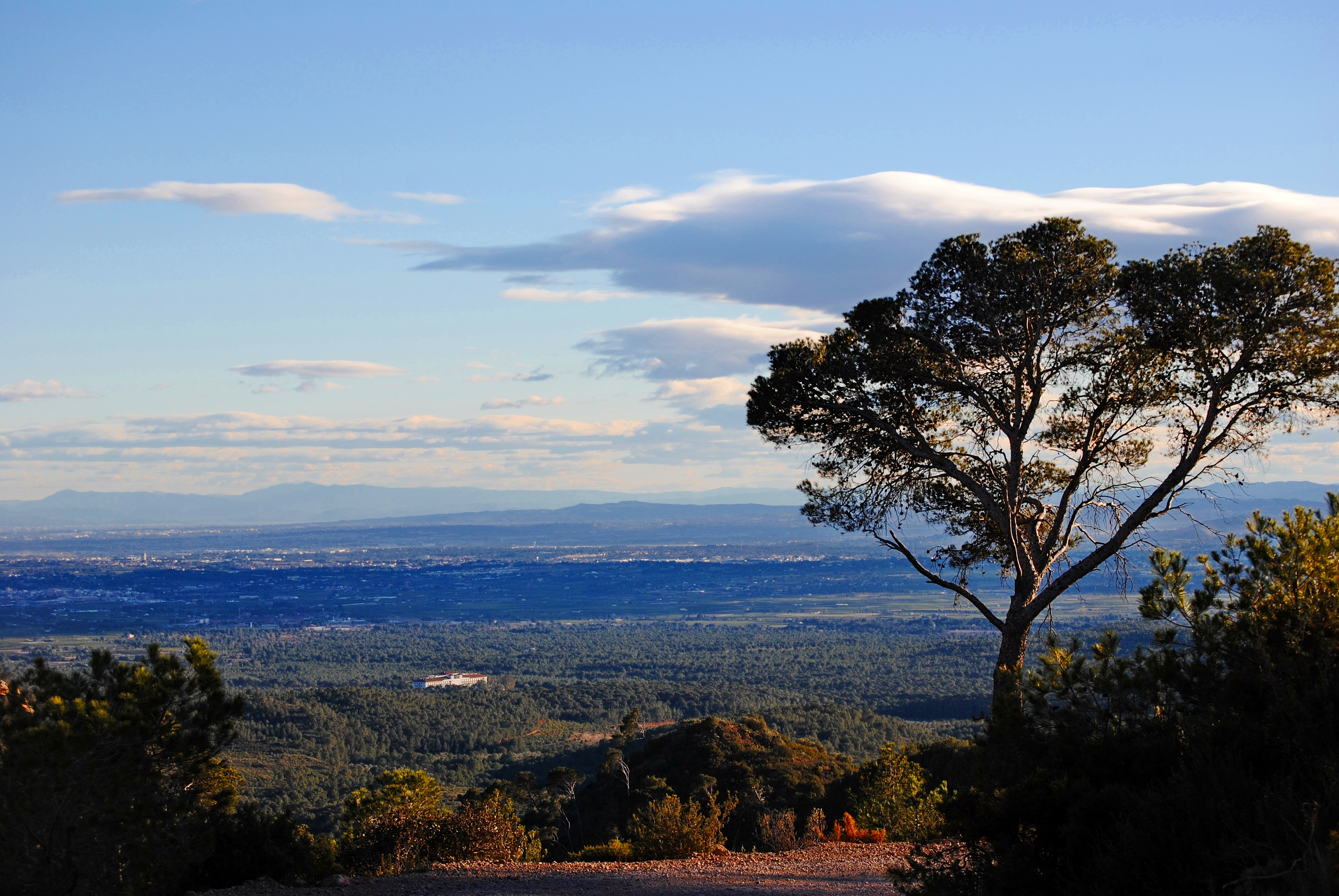
Bosque de pinos.

De entre todas las cumbres de la sierra, sin duda la más visitada es el Garbí, entre los términos municipales de Serra, Estivella y Albalat de Taronchers, debido a la facilidad de acceso y al mirador existente que permite una bella panorámica sobre las comarcas de  Huerta Norte y el Campo de Murviedro y de ser una de las zonas más próximas a Valencia para los que buscan alguna nevada del invierno.
Dentro de la sierra se encuentran tres importantes construcciones religiosas: la Cartuja de Porta Coeli, donde Fray Bonifacio Ferrer realizó la primera traducción a una lengua romance (al valenciano) de la biblia, la Cartuja de Vall de Cristo en la Villa de Altura, donde el Propio Fray Bonifacio Ferrer pasó sus últimos días, y en donde yacieron sus restos mortales. También fue visitada por San Ignacio de Loyola o el antipapa Benedicto XIII; y el monasterio de Sant Esperit, en Gilet.
También son reseñables toda una serie de restos históricos como el Castillo de Serra o el poblado ibérico del Puntal dels Llops en Olocau. Además en los límites de la sierra se sitúan cuatro históricas localidades valencianas, Liria, Sagunto, la Villa de Altura y Segorbe.

## Accesos
Debido a su cercanía a la ciudad de Valencia se encuentra muy bien comunicada, con dos autovías, la A-23 (Sagunto-Somport) al norte y la CV-35 (Valencia-Ademuz) al oeste, además de estar surcada por diversas carreteras secundarias siendo la CV-310 (Burjasot-Torres Torres) la que más tráfico soporta.

## Incendios desde 1997
La mayor problemática en esta sierra, ha sido el número de incendios sufridos en los últimos 10 años. Muestra de ello es esta relación de incendios que ha asolado gran parte de la sierra.
| Lugar                                  | Fecha         | Superficie             | Tipo de vegetación                                                 | Motivo | Medios de extinción |
| Partida de Las Lomas (El Garbí, Serra) | 6/04/1997     | 100 m²                 | Pinar adulto y joven                                               | Negligencia (paelleros) | Un Agente Medioambiental, una brigada, una avioneta y voluntarios próximos                                                                                                  |
| La Pobleta (Serra)                     | junio de 1997 | 3 ha                   | Matorral y monte bajo                                              | Negligencia en el uso del fuego al quemar restos de poda de frutales, causantes identificados, puestos a disposición judicial y condenados.                                                                               | Un Agente Medioambiental, dos brigadas, dos cubas, dos avionetas, un helicóptero, dos Guardias Civiles del Seprona.                                                         |
| La Vella (términos de Olocau y Serra)  | 21/07/1997    | 100 ha                 | Barrancos de difícil acceso repoblado con pimpollos de unos 8 años | Posible negligencia al hacer fuego dentro de una cueva, sin descartar que fuese intencionado | 6 horas; Tres Agentes Medioambientales, tres cubas, tres brigadas, 2 avionetas drómader, 3 helicópteros, 1 hidroavión. Un Agente Medioambiental                             |
| Término municipal de Serra             | 23/07/1997    | 500 m²                 | Matorral y monte bajo                                              | Rayo (tormenta seca) | Apagado por la propia lluvia, Un Agente Medioambiental. |
| Término municipal de Torres Torres     | 6/09/1997     | 50 m²                  | Matorral                                                           | Sin determinar | 3 horas,, Un Agente Medioambiental, brigadas forestales |
| Término municipal de Náquera           | 8/08/1998     | 1 ha                   | 20 pinos 40 pimpollos y matorral                                   | Sin determinar | 90 minutos, Un Agente Medioambiental, medios aéreos y terrestres |
| Torres de PortaCoeli                   | 13/09/1998    | 1000 m²                | Pinada y matorral                                                  | Negligencia | Un Agente Medioambiental, Brigadas forestales y voluntarios |
| Término municipal de Marines           | 28/10/1998    | Sin confirmar (15 ha.) | Matorral y arbolado                                                | Proyectil en campo de tiro | 3 días, dos Agentes Medioambientales, tres brigadas, dos cubas y medios aéreos.                                                                                             |
| La Lloma (Olocau)                      | 27/07/1999    | 5 ha                   | Pinar y matorral.                                                  | Sin confirmar | Un Agente Medioambiental, tres brigadas, dos cubas. |
| La Lloma (Olocau)                      | 5/09/1999     | 300 m²                 | Pinar y matorral.                                                  | Sin determinar | 3 horas, Un Agente Medioambiental, dos brigadas una cuba. |
| Rebalsadors (Serra)                    | 18/03/2000    | 3 ha                   | Arbolado joven                                                     | Sin determinar | 3,5 horas, Un Agente Medioambiental, 5 brigadas y medios aéreos |
| Sabató (Estivella)                     | 7/06/2000     | 3 ha                   | Pino adulto y matorral                                             | Quema restos vegetales | 1 hora, Un Agente Medioambiental, medios aéreos y terrestres |
| Bco. del Sirer (Náquera-Serra)         | 12/11/2000    | 1 ha                   | Sin confirmar                                                      | Desconocidas | Dos Agentes Medioambientales, Brigadas forestales y helicópteros |
| Albalat dels Taronchers                | 18/03/2001    | 1 ha                   | Algarrobos y pinar                                                 | Negligencia (petardos) | Un Agente Medioambiental, Brigadas, bomberos, helicóptero, 2 Air Tractors                                                                                                   |
| Gátova-Altura                          | 24/03/2001    | 2 ha                   | Monte bajo                                                         | Negligencia (quema de poda) | 3 horas; Un Agente Medioambiental, 2 brigadas forestales, bomberos, 1 helicóptero                                                                                           |
| Olocau, Sagunt y Puig                  | 5/09/2001     | Sin calificar          | Sin calificar                                                      | Rayo (tormenta) | Conato apagado por la lluvia, Un Agente Medioambiental. |
| Estivella                              | 18/06/2002    | 1,5 ha                 | Arbolado                                                           | Chispas ferrocarril | 1 hora; Un Agente Medioambiental, helicóptero, camión cuba y brigadas forestales                                                                                            |
| Olocau                                 | 4/09/2002     | 1200 m²                | Pinar viejo                                                        | Tormenta eléctrica | Sin determinar |
| Marines                                | 4/09/2002     | Sin determinar         | Matorral y arbolado                                                | Tormenta eléctrica | Activo en 2 frentes, Un Agente Medioambiental, tres brigadas, dos cubas y voluntarios de protección civil.                                                                  |
| Gilet                                  | 7/01/2003     | Sin determinar         | Matorral                                                           | Sin determinar | Sin determinar |
| El Garbí                               | 17/02/2003    | 4 ha                   | Matorral y arbolado                                                | Intencionado | Un Agente Medioambiental, dos brigadas, dos cubas. |
| Torres Torres                          | 18/02/2003    | 2 ha                   | Arbustos                                                           | Sin determinar | Sin confirmar |
| Gátova                                 | 14/06/2003    | 1 ha                   | Matorral y pimpollos                                               | Tormenta eléctrica | Sin determinar |
| Sagunt y Torres Torres                 | 21/08/2003    | Conato sin determinar  | Sin determinar                                                     | Tormenta eléctrica (apagado por lluvia) | No apreciado |
| Serra                                  | 25/07/2004    | 1 ha                   | Matorral y pinos                                                   | Intencionado | 1 hora, Un Agente Medioambiental, dos brigadas, una cuba, Policía Local. |
| Serra-Náquera-Segart                   | 12/08/2004    | 720 ha                 | Monte adulto                                                       | Intencionado | Cinco Agentes Medioambientales, quince brigadas, siete cubas, voluntarios de Protección Civil, avionetas, helicópteros, Policía Local, Guardia Civil.                       |
| Olocau (La Tejería)                    | 20/11/2004    | 14 ha                  | Monte adulto y matorral                                            | Negligencia, quema rastrojos, causante identificado pasa a disposición judicial y es condenado. | 4 horas, Dos Agentes Medioambientales, cinco brigadas, tres cubas, Policía Local, Guardia Civil, dos avionetas, un helicóptero y voluntarios de Protección civil de Olocau. |
| Albalat dels Tarongers                 | 28/11/2004    | 3000 m²                | Pinar                                                              | Sin determinar | 2 horas, medios diversos |
| Gátova-Segorbe                         | 24/04/2005    | 18,5 ha                | Pinar y monte bajo                                                 | Sin determinar | 1 día, Un Agente Medioambiental, tres brigadas, dos cubas, dos avionetas un helicóptero.                                                                                    |
| Olocau                                 | 20/06/2005    | Sin apreciar           | Monte bajo                                                         | Tormenta eléctrica | Un Agente Medioambiental y Voluntarios |
| Náquera                                | julio de 2005 | Sin apreciar           | Sin apreciar                                                       | Tormenta eléctrica | Un Agente Medioambiental y Voluntarios |
| Gilet-Olocau                           | 12/08/2005    | 20-350 m²              | Monte bajo                                                         | Tormenta eléctrica | Apagado por la lluvia |
| Serra                                  | 13/09/2005    | 600 m²                 | Pinar                                                              | Sin determinar | Sin determinar |
| Gilet (Balcón de la Peña)              | 11/04/2006    | 3000 m²                | Pinar y matorral                                                   | Intencionado | Apagado en el mismo día |
| Náquera                                | 04/10/2006    | 2,5 ha                 | Pinar y matorral                                                   | Negligencia, Castillo pirotécnico disparado sin autorización de la Generalitat por orden de responsable municipal en alerta máxima de incendios, causantes identificados y a disposición judicial pendiente de sentencia. | Un Agente Medioambiental, dos cubas, tres brigadas, Policía Local, Guardia Civil, Protección Civil Naquera.                                                                 |
| Sierra Calderona                       | 28/06/2017    | 973 ha                 | Pinar y matorral                                                   | 2 focos, alrededor de Soneja y Segorbe. Causas naturales? | Unidad Militar de Emergencias (UME), Policía Local, Guardia Civil, Protección Civil (total: 482 efectivos; 22 medios aéreos                                                 |